# Román női labdarúgó-bajnokság (első osztály)
A Liga I Románia női labdarúgásának legfelsőbb osztályú bajnoksága, melyet 1990-ben hoztak létre.

## Története
A rendszerváltás után vetődött fel első alkalommal egy női bajnokság létrehozása Romániában. 1990-ben az FRF 12 csapat részvételével valósította meg elképzeléseit.
A 2011–2012-es szezonban Keleti és Nyugati ligákra osztódott a kiírás, egy évvel később pedig három csoportban mérkőztek meg egymással a klubok. 2013–2014-es bajnokságtól 8 együttes, 2016–2017-től 10 alakulat szerepelt az élvonalban, a 2019–2020-as szezontól pedig 12-re növelték a létszámot.
Az alapszakaszban egy mérkőzést játszanak az együttesek egymással. Az első hat helyezett csapat kerül a felső-, a 7-12 helyen végzett csapatok pedig az alsóházban folytatják a küzdelmeket. A felsőház győztese nyeri a bajnokságot, az utolsó két helyen végző csapat pedig búcsúznak a ligától és a Liga II küzdelmeiben folytatják a következő szezontól.

## A 2021–2022-es szezon résztvevői
| Klub                  | Megye     | Település         | Stadion                      | Férőhely |
| --------------------- | --------- | ----------------- | ---------------------------- | -------- |
| CSM Alexandria        | Teleorman | Alexandria        | Stadionul Peco               | 1 000    |
| FF Baia Mare          | Maramureș | Baia Mare         | Stadionul Viorel Mateianu    | 7 000    |
| Banat Girls           | Timiș     | Comloșu Mare      | Stadionul Comunal            | 1 000    |
| Carmen București      | Giurgiu   | Giurgiu           | Stadionul Marin Anastasovici | 8 500    |
| Fair Play București   | București | București         | Stadionul Ciorogârla         | 1 000    |
| Ladies Târgu Mureş    | Mureș     | Târgu Mureș       | Academia de Sport            | 3 000    |
| Miercurea Ciuc        | Harghita  | Miercurea Ciuc    | Stadionul Municipal          | 1 200    |
| Olimpia Cluj          | Cluj      | Cluj-Napoca       | Stadionul Clujana            | 2 000    |
| Piroș SL Arad         | Arad      | Arad              | Stadionul Sânicolaul Mic     | 800      |
| Politehnica Timișoara | Timiș     | Timișoara         | Stadionul Ştiinţa            | 1 000    |
| Universitatea Galați  | Galați    | Galați            | Stadionul Siderurgistul      | 6 000    |
| Vasas Femina          | Harghita  | Odorheiu Secuiesc | Stadionul Municipal          | 5 000    |

## Bajnokok
Az alábbi táblázat a román női bajnokságok győzteseit tartalmazza.
| Szezon    | Bajnok                 | Második                   | Harmadik                |
| --------- | ---------------------- | ------------------------- | ----------------------- |
| Divizia A |                        |                           |                         |
| 1990–91   | ICIM Brașov            |                           |                         |
| 1991–92   | CFR Craiova            |                           |                         |
| 1992–93   | ICIM Brașov            |                           |                         |
| 1993–94   | Fartec Brașov          |                           |                         |
| 1994–95   | Fartec Brașov          |                           |                         |
| 1995–96   | Interindustrial Oradea |                           |                         |
| 1996–97   | Motorul Oradea         |                           |                         |
| 1997–98   | Motorul Oradea         |                           |                         |
| 1998–99   | Conpet Ploiești        |                           |                         |
| 1999–2000 | Conpet Ploiești        |                           |                         |
| 2000–01   | Regal București        |                           |                         |
| 2001–02   | Regal București        | Șantierul Naval Constanța | Motorul Oradea          |
| 2002–03   | Clujana Cluj           | Șantierul Naval Constanța | Smart Sport București   |
| 2003–04   | Clujana Cluj           | Crișul Aleșd              | Pandurii Târgu Jiu      |
| 2004–05   | Clujana Cluj           | Pandurii Târgu Jiu        | Motorul Oradea          |
| 2005–06   | Clujana Cluj           | Pandurii Târgu Jiu        | CSȘ Târgoviște          |
| Liga I    |                        |                           |                         |
| 2006–07   | Clujana Cluj           | Pandurii Târgu Jiu        | CSȘ Târgoviște          |
| 2007–08   | Clujana Cluj           | CSȘ Târgoviște            | Smart Sport București   |
| 2008–09   | Clujana Cluj           | Ripensia Timișoara        | CSȘ Târgoviște          |
| 2009–10   | FCM Târgu Mureș        | Sporting Craiova          | Clujana Cluj            |
| 2010–11   | Olimpia Cluj           | FCM Târgu Mureș           | Real Craiova            |
| 2011–12   | Olimpia Cluj           | FCM Târgu Mureș           | Real Craiova            |
| 2012–13   | Olimpia Cluj           | FCM Târgu Mureș           | CFR Timișoara           |
| Superliga |                        |                           |                         |
| 2013–14   | Olimpia Cluj           | ASA Târgu Mureș           | Real Craiova            |
| 2014–15   | Olimpia Cluj           | ASA Târgu Mureş           | Heniu Prundu Bârgăului  |
| 2015–16   | Olimpia Cluj           | ASA Târgu Mureş           | Navobi Iași             |
| 2016–17   | Olimpia Cluj           | Navobi Iași               | CFR Timișoara           |
| Liga I    |                        |                           |                         |
| 2017–18   | Olimpia Cluj           | Vasas Femina              | CFR Timișoara           |
| 2018–19   | Olimpia Cluj           | Fortuna Becicherecu Mic   | Heniu Prundu Bârgăului  |
| 2019–20*  | Olimpia Cluj           | Universitatea Galați      | Fortuna Becicherecu Mic |
| 2020–21   | Olimpia Cluj           | Heniu Prundu Bârgăului    | Piroș SL Arad           |
| 2021–22   | Olimpia Cluj           | Heniu Prundu Bârgăului    | Politehnica Timișoara   |
| 2022–23   | Politehnica Timișoara  | Olimpia Cluj              | Carmen București        |
| 2023–24   | Farul Constanța        | Olimpia Cluj              | Miercurea Ciuc          |
| 2024–25   | Farul Constanța        | Miercurea Ciuc            | Olimpia Cluj            |

* A koronavírus-járvány miatt a bajnokság félbeszakadt, bajnokot nem avattak.

### Klubonként
| Klub                                            | Győztes | Győztes évek                                                     |
| ----------------------------------------------- | ------- | ---------------------------------------------------------------- |
| Olimpia Cluj                                    | 11      | 2011, 2012, 2013, 2014, 2015, 2016, 2017, 2018, 2019, 2021, 2022 |
| Clujana Cluj                                    | 7       | 2003, 2004, 2005, 2006, 2007, 2008, 2009                         |
| Fartec Brașov (korábban ICIM Brașov néven)      | 4       | 1991, 1993, 1994, 1995                                           |
| Motorul Oradea (korábban Interindustrial néven) | 3       | 1996, 1997, 1998                                                 |
| Farul Constanța                                 | 2       | 2024, 2025                                                       |
| Conpet Ploiești                                 | 2       | 1999, 2000                                                       |
| Regal București                                 | 2       | 2001, 2002                                                       |
| Politehnica Timișoara                           | 1       | 2023                                                             |
| CFR Craiova                                     | 1       | 1992                                                             |
| FCM Târgu Mureș                                 | 1       | 2010                                                             |